# Bulbophyllum densifolium
Bulbophyllum densifolium là một loài phong lan thuộc chi Bulbophyllum.